# Vučedolska kultura u Bosni i Hercegovini
Vučedolska kultura pripada jednoj od najznačajnijih kasnoeneolitičkih kultura u jugoistočnoj Europi. Ime je dobio po lokalitetu Vučedol (6 km istočno od Vukovara ). Prema izvornoj kronologiji datirana je između 2150. i 1800. godine. prije Krista (po Stojanu Dimitrijeviću). Nakon radiokarbonskog datiranja, trajanje kulture pomaknuto je na razdoblje od oko 3000 do oko 2400. pr. Kr. (po Aleksandru Durmanu). Prethodila joj je Kostolačka kultura, također eneolitska kultura. Vučedolska kultura nastavila je širenje u okolni europski prostor. Ova kultura, osim na istoku Hrvatske, nalazi se na području južne Slovačke, Mađarske (Alfold), Vojvodine, Donje Austrije i gotovo cijelog teritorija Bosne i Hercegovine.
Prvi lokalitet ove kulture bilo je Ljubljansko Barje u Sloveniji zato se na samom početku istraživanja vučedolska kultura nazivala i Ljubljanska, a kasnije je Ljubljanska kultura postala naziv za ranu kulturu iz brončanog doba .
Za vučedolsku kulturu se također koriste različiti regionalni nazivi za različite regionalne tipove ove kulture. Regionalni tipovi imaju određene razlike u ukrasima i keramici. Postoje:
- slavonsko-srijemski tip,
- slovenski tip (tip Ljubljansko Barje),
- zapadnobosanski ili hrustovački tip,
- južnobosanski ili belobrdski tip,
- Šumadijski tip (Srbija),
- mako tip,
- tip nyrseg (Mađarska).[2]

Nosioci vučedolske kulture prodrli su u Bosnu dolinom Vrbasa i vjerojatno tim putem stigli do Varvare u dolini Rame. Pritom su posebno zauzeli područja zapadne Bosne i južne dijelove srednje Bosne, čime su uspostavljena dva regionalna tipa vučedolske kulture - zapadnobosanski i južnobosanski. Za razliku od Bosne, na području Hercegovine dolazi do prodora s juga nositelja ljubljanske kulture. Posebno je važno istaknuti činjenicu da je Bosna i Hercegovina izuzetno bogata rudama, pa je vjerojatno zbog toga i došlo do iskoraka na ovim prostorima. Na taj zaključak upućuje broj kalupa za lijevanje bakrenih predmeta.

## Zapadnobosanski tip
Prodiranje i širenje vučedolske kulture na bosanskohercegovačko područje bilo je moguće samo s njenog matičnog područja u dolini rijeke Save uzvodno i dolinama Vrbasa, Une i Sane. Vučedolska kultura, kao snažan dio indoeuropskih kretanja, s jasnom plemenskom organizacijom i zasebnom vojnoplemenskom aristokracijom, s visokom gospodarskom aktivnošću i kao nositeljica metalurške djelatnosti, selila se prema drugim područjima. Ovom širenju pogodovale su već iscrpljene autohtone kulture, spremne na nestanak ili asimilaciju. Na području zapadne Bosne poznato je pet lokaliteta: Hrustovačka pećina, Dabarska pećina, tvrđava Zecovi kod Prijedora, Pećine - Kozarice kod Laktaša, Zemunica u Radosavskoj, Topića glavica, Pejića tvrđava, Kastel (Banja Luka).

### Nalazište Hrustovača
Prema načinu života razlikovala su se naselja špiljskog tipa (Dabar špilja i Hrustovača) i naselja tipa kaštela. U špilji Hrustovači pronađen je veliki broj ognjišta, od kojih je značajno ono iz srednjeg sloja (sloja koji pripada vučedolskoj kulturi). Ognjište je dimenzija 2,1x1,4 m, ožbukano je glinom glačane površine. Osim ovog ognjišta pronađena su još dva iz srednjeg sloja. To bi moglo ukazivati da je Hrustovača bila trajnije naselje nositelja ove kulture, pogotovo ako se uzme u obzir činjenica da je oko ognjišta pronađenog na dubini od 1,3 m pronađeno dosta garotine i pepela, što je znak da se na njemu dugo vremena ložila vatra.
Zdjele hrustovskog tipa zastupljene su različitim varijacijama bikoničnih zdjela izvijenog ruba i naglašenog ramena, amfore sa širokim cilindričnim vratom i dvije tunelske ručke na ramenu, terine, pehari s trakastom ručkom koja povezuje obod s ramenom, pehari s trakastom ručkom koja spaja obod s ramenom, stožaste zdjele, šalice zaravnjenog oboda, stožaste vaze na nozi u obliku šape, cilindrične posude s proširenim gornjim i donjim dijelom i trokutasti privjesci. Osim ove fine keramike postoji i gruba keramika, koja svojim oblicima oponaša oblike finih posuda, ali postoje i pojedini oblici karakteristični samo za grubu keramiku; to su: trbušaste posude s uskim cilindričnim vratom, pehari različitih oblika. Ukrasi na keramici napravljeni su tehnikama rezbarenja u drvu, žigosanja, urezivanja utora i udubljivanja. Motivi koje nalazimo na keramici su kombinacije trokuta, rombova, kvadrata, križeva, kružića itd.
Od kamenih nalaza, u Hrustovači su pronađene sjekire s rupom za dršku, kamena strugala, fragmentirani kameni predmet koji je najvjerojatnije služio kao amulet, kameni žrvnjevi i kameni čekići, kao i kameni žrvnjevi. Na Zecovima su pronađeni kremeni noževi, kameni žrvnj, žrvnj od pješčenjaka i piramidalni privjesak. Za razumijevanje načina života i gospodarstva hrustovačkog tipa korišten je cijeli sloj pougljenjenog ječma u Hrustovcu. Iz toga proizlazi zaključak da su se stanovnici ovog kraja, ili barem ovog lokaliteta, bavili poljoprivredom vjerojatno da bi prehranili svoju zajednicu. U zapadnobosanskom tipu vučedolske kulture nisu otkrivene figurice.

### Lokalitet Kastel
Prema analizi i tipu ornamentike nalazište Kastel pripada klasičnoj (dublje urezana ornamentika) i kasnoklasičnoj (pliće urezani motivi) fazi Vučedola. Karakteristika finije keramike je da je uglavnom ukrašena bijelim ukrasima, što je opće obilježje vučedolske keramike, što je zabilježeno i na Kastelu. Keramika je ornamentirana tehnikom drvorezbarstva, dubokim i plitkim urezivanjem, a ukrasi su se utiskivali i radili nazubljenim kotačem.
Arheolozi su uočili vezu između pojave i širenja metala i upotrebe bijelih umetnutih ukrasa. Taj je odnos imao dublje značenje za vučedolsku kulturu, koja je raširila metaluršku proizvodnju diljem Europe i nosila mističnu notu, s izravnim i skrivenim sadržajem. Činjenica da je bijela inkrustacija pratila širenje metalurgije upućuje na vezu između simbola Djevica Vestalki kao čuvarica vatre i ritualnog žrtvovanja djece prije izgradnje talioničke peći. Ritual je bio više mističan nego religiozan, a nevini žrtveni fetusi djece možda najuzvišeniji simbol, gdje se žrtvuju čistoća i nevinost. Pojava bijele inkrustacije, u mitskoj verziji kojom je Prometej prenio ukradenu vatru, svoju verziju ima u odnosu vatre i stabljike komorača (lat. Ferula communis) koji raste po cijelom Sredozemlju. Stabljika je ispunjena bijelom i lako zapaljivom srži. Prometej je sakrio vatru u stabljici te biljke i dao je čovječanstvu. Ta bjelina inkrustacije možda ima veze s vatrom i topljenjem.

## Južnobosanski tip
Nalazišta ovog tipa nalaze se u slivu gornjeg toka rijeke Bosne i njenih najjužnijih pritoka. Lokaliteti ovog tipa vučedolske kulture u Bosni i Hercegovini znatno su manje istraženi od lokaliteta zapadnobosanskog tipa vučedolske kulture. Napravljena su istraživanja samo Gradina kod Alihodže, Crkvina kod Turbeta i Debelo brdo, dok su ostali lokaliteti rezultat rekognosciranja i slučajnih nalaza. Na osnovu rezultata istraživanja identificirano je sedam lokaliteta ovog tipa: Debelo brdo kod Sarajeva, Fortica na Bakiji u Sarajevu, Gradac kod Homolja, Gradac u Lepenici (kod Fojnice), Gradina kod Alihodža u dolini Bile., Gradac kod Toplica (nedaleko od Kreševa) i Gradac u Kotorcu, Istočna Ilidža. Već prema nazivima lokaliteta može se zaključiti da su sva navedena naselja gradinskog tipa, što odgovara geografskim prilikama ovoga kraja, ali i načinu življenja eneolitskog stanovništva. O načinu života nositelja ovog tipa vučedolske kulture teško je govoriti s obzirom na nedovoljnu istraženost i činjenicu da ni na jednom od ovih lokaliteta nije provedeno sustavno iskopavanje. Jedino pravo naselje, o kojem se izvješćuje o dužem životu, bila je Gradina kod Alihodža, gdje su ostaci šest nastambi koje predstavljaju okrugle ili ovalne jame iskopane u samo 20 cm u zemlju i koji je sadržavao mnogo spaljenih tragova duž rubova.
Na figurinama s Debelog brda dominiraju koncentrični rombovi i kvadrati izvedeni tehnikom utiskivanja, a zatim nizovi utisnutih trokuta na vratu i ramenu amfore. Na Debelom brdu pronađen je i cijeli niz keramičkih kalupa za lijevanje bakrenih predmeta.

## Vučedolska kultura u Hercegovini
Na području Hercegovine otkriveno je četrnaest eneolitskih nalazišta: Varvara na izvoru Rame, te Ravlića pećina, Zelena pećina, Guvnine, Badanj, Džakulina glavica, Lazaruša, Gornje Banje, Jejinovača, Hateljska pećina, Leskova glavica, Orah, Manastirska pećina., špilja Greben. Na temelju arheoloških nalaza s ovih lokaliteta utvrđena je genetska povezanost ovih lokaliteta s jadranskim tipom ljubljanske kulture koji je genetski povezan s vučedolskom kulturom. Za dolinu Rame se može reći da je bila prijelazno područje gdje su se susrela oba utjecaja.
Keramički oblici pokazuju izrazitu tendenciju prema trbušnom profilu. Od oblika javljaju se manje amfore s cilindričnim, prema van izvijenim vratom, trbušasti lonci s niskim cilindričnim vratom, piriformne vaze, terine i vrčevi, na kojima je i ornamentika jednostavnija, za razliku od keramike hrustovskog tipa.

## Metalurgija
Iako nositelji vučedolske kulture nisu prvi upoznali i koristili bakar, njegovi su nositelji u dobroj mjeri razvili metaluršku djelatnost.

### Ljevaonice
Na području Bosne i Hercegovine pronađene su tri ljevaonice i veći broj kalupa za lijevanje raznih metalnih predmeta. Na tvrđavi Zecovi pronađeni su: dio kalupa za lijevanje jednostavnih trapezoidnih bakrenih sjekira, zatim veći dio kalupa za lijevanje dlijeta ili klinova, te keramički završetak mijeha (ili lijevka) za ulijevanje rastaljenog metala u kalup.
Na Debelom brdu pronađena je polovica kalupa za lijevanje bakrenih sjekira s dugačkom cilindričnom ušicom, kalup za lijevanje bodeža, dio kalupa za lijevanje igala te keramički mijeh za puhalo ili lijevak za ulijevanje rastaljenog metala u kalup. Na brdu iznad Alihodža pronađeni su i kalupi za livenje bakarnih sjekira s dugim cilindričnim okom, kao i kalupi za lijevanje trapezoidnih sjekira.
Gradina Varvara također je jedan od lokaliteta na kojem je pronađeno metalurško oruđe. Nađena su tri kalupa izrađena od gline, ali vrlo oštećena; može se pretpostaviti da je služio za lijevanje tankih bakrenih šipki. Pronađen je i jedan cijeli šuplji keramički predmet, vjerojatno puhalica ljevaoničkog mijeha, nekoliko ulomaka sitnozrnatog pješčenjaka, od kojih jedan s utorom.

### Podrumi za spremanje zaliha
Podrumi za spremanje zaliha su bile posebne jame u kojima su pronađeni brojni bakreni predmeti koji se sa sigurnošću mogu pripisati vučedolskoj kulturi. Pronađene su četiri takva podruma.
Najveći podrum je Griča kod Mrkonjić Grada, u kojoj je pronađeno 35 bakrenih predmeta, a ujedno je i najveći podrum vučedolske kulture na području Bosne i Hercegovine. U podrumu, koje je otkriveno 1905. godine, pronađeno je jedanaest sjekira s cilindričnim nastavkom za pričvršćivanje drške i 24 plosnate sjekire bez rupice za pričvršćivanje drške. Godinu dana kasnije, 1906. godine, u neposrednoj blizini sela Kozarca uz cestu koja vodi prema Kozari, pronađena je još jedan podrum od devet sjekira s cilindričnim nastavkom za dršku; spremište je bilo u posudi koja je razbijena prilikom pronalaska.
Na temelju ova dva podruma može se primijetiti da su u tamo uključene samo sjekire, kao što je slučaj s podrumom u Lohinju, iz koje se ne zna točan broj nalaza. Sačuvana su samo dva predmeta i to dvije sjekire, jedna s cilindričnom rupom za dršku i jedna plosnata lepezasta sjekira kojoj nedostaje dio drške i oštećeni su krajevi oštrice.
Iz drugog podruma, otkrivene nedaleko od Gračanice u selu Vranovići, sačuvano je ukupno 16 predmeta: 12 pljosnatih lepezastih sjekira i 4 sjekire s cilindričnom rupom za dršku. Također, ovaj podrum potvrđuje činjenicu da se u njih pohranjuje upravo određena vrsta metalnih predmeta.